# مانويل ماريا أوريانا كونتريراس
مانويل ماريا أوريانا كونتريراس (بالإسبانية: Manuel María Orellana Contreras)‏ (و. 1870 – 1940 م) هو عسكري من غواتيمالا.
توفي في برشلونة، عن عمر يناهز 70 عاماً.